# Leptatherina
Leptatherina is een geslacht van straalvinnige vissen uit de familie van koornaarvissen (Atherinidae).

## Soorten
- Leptatherina presbyteroides Richardson, 1843
- Leptatherina wallacei Prince, Ivantsoff & Potter, 1982